# خوتکای نوک‌زرد

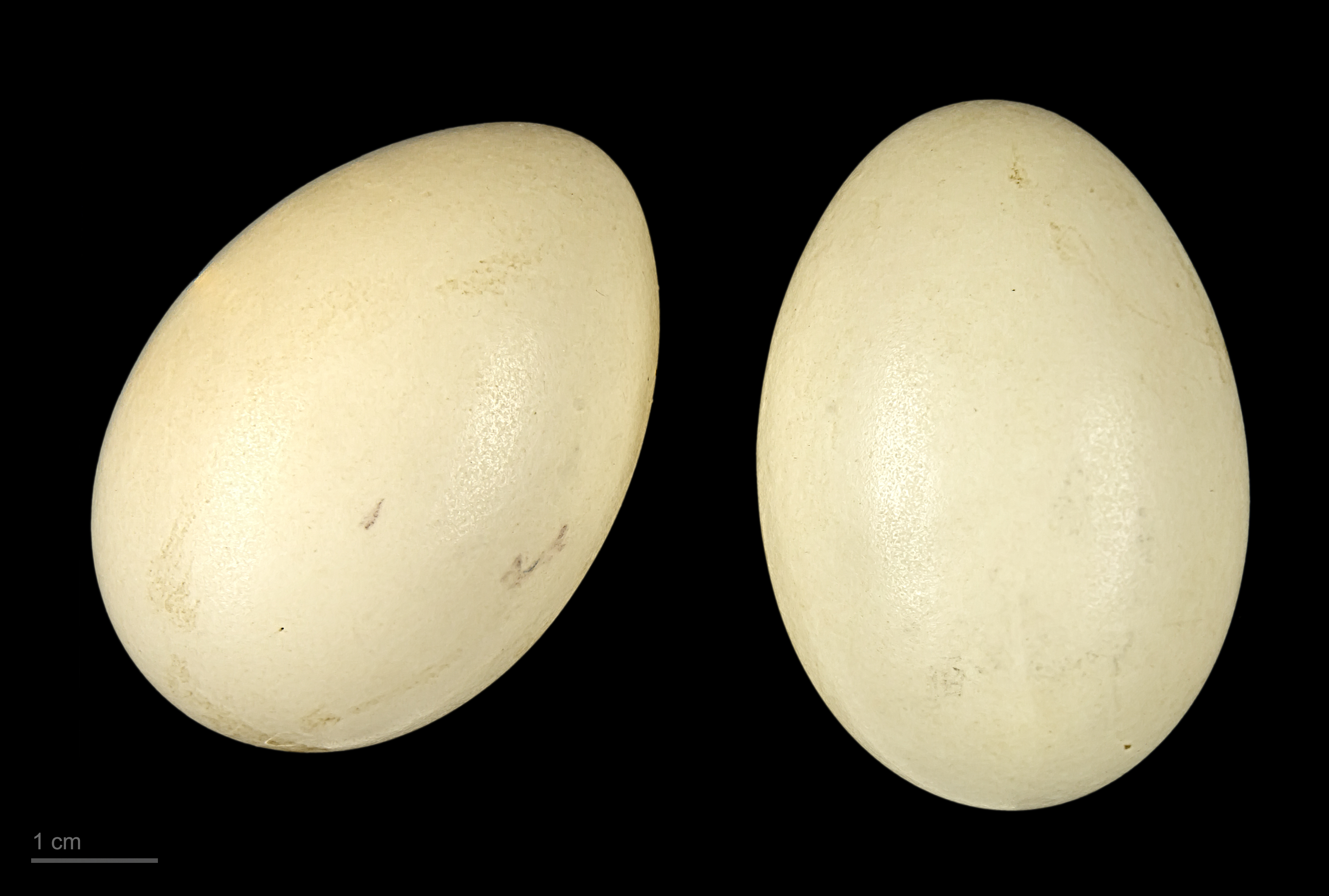
Anas flavirostris oxyptera

خوتکای نوک‌زرد (نام علمی: Anas flavirostris) نام یک گونه از سرده انس است.